# Asha Gigi
Pour les articles homonymes, voir Gigi.
Asha Gigi, née le 15 octobre 1973 à Arsi, est une athlète éthiopienne.

## Carrière
Asha Gigi est médaillée d'argent du cross long par équipes aux Championnats du monde de cross-country 1994 à Budapest. 
Elle obtient la médaille de bronze par équipes aux Championnats du monde de semi-marathon 2002 à Bruxelles puis termine 19e du marathon féminin aux championnats du monde d'athlétisme 2003 à Paris. 
Elle participe au marathon féminin aux Jeux olympiques d'été de 2004 à athènes mais ne finit pas la course. 16e du Marathon féminin aux championnats du monde d'athlétisme 2005 à Helsinki, troisième du marathon de Paris en 2005 et quatrième du marathon de Berlin 2006, elle remporte le semi-marathon de Prague en 2008 et le marathon de Florence en 2011.